# Международный аэропорт имени Султана Махмуда Бадаруддина II

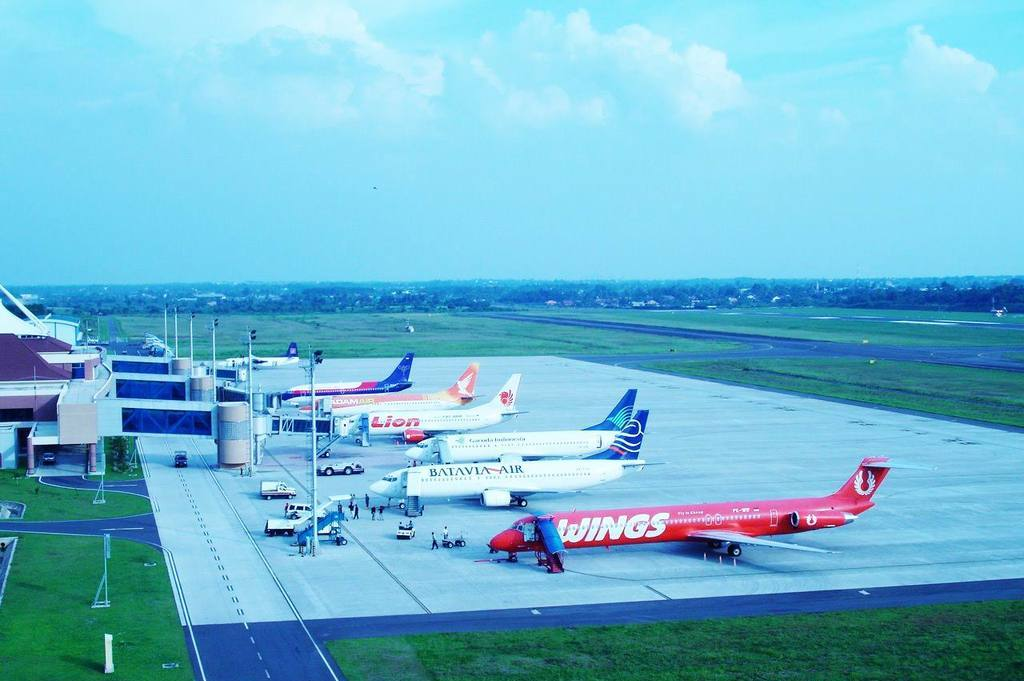
Самолёты Batavia Air, Lion Air и Wings Air в аэропорту.

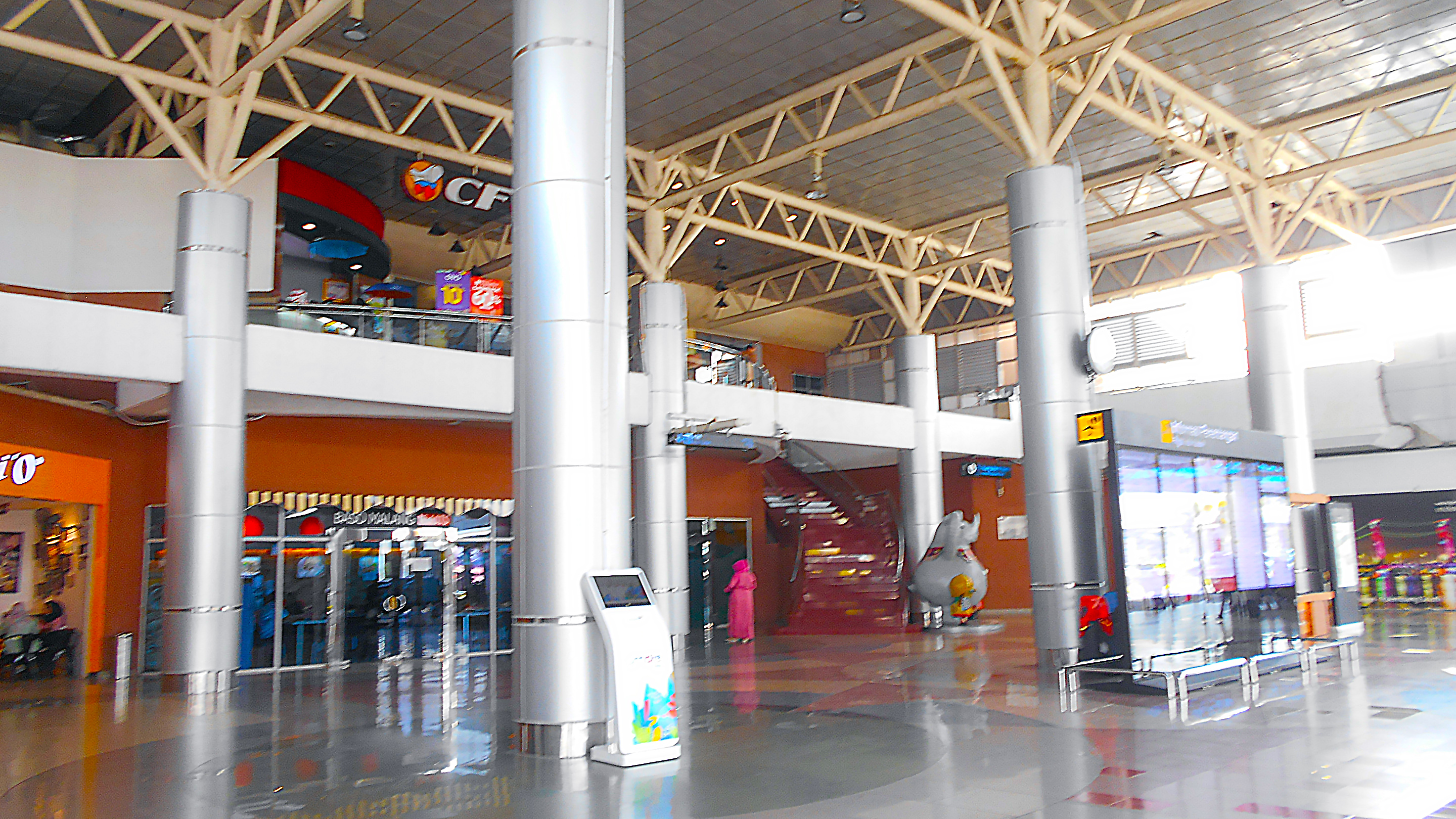
Зал ожидания аэропорта.

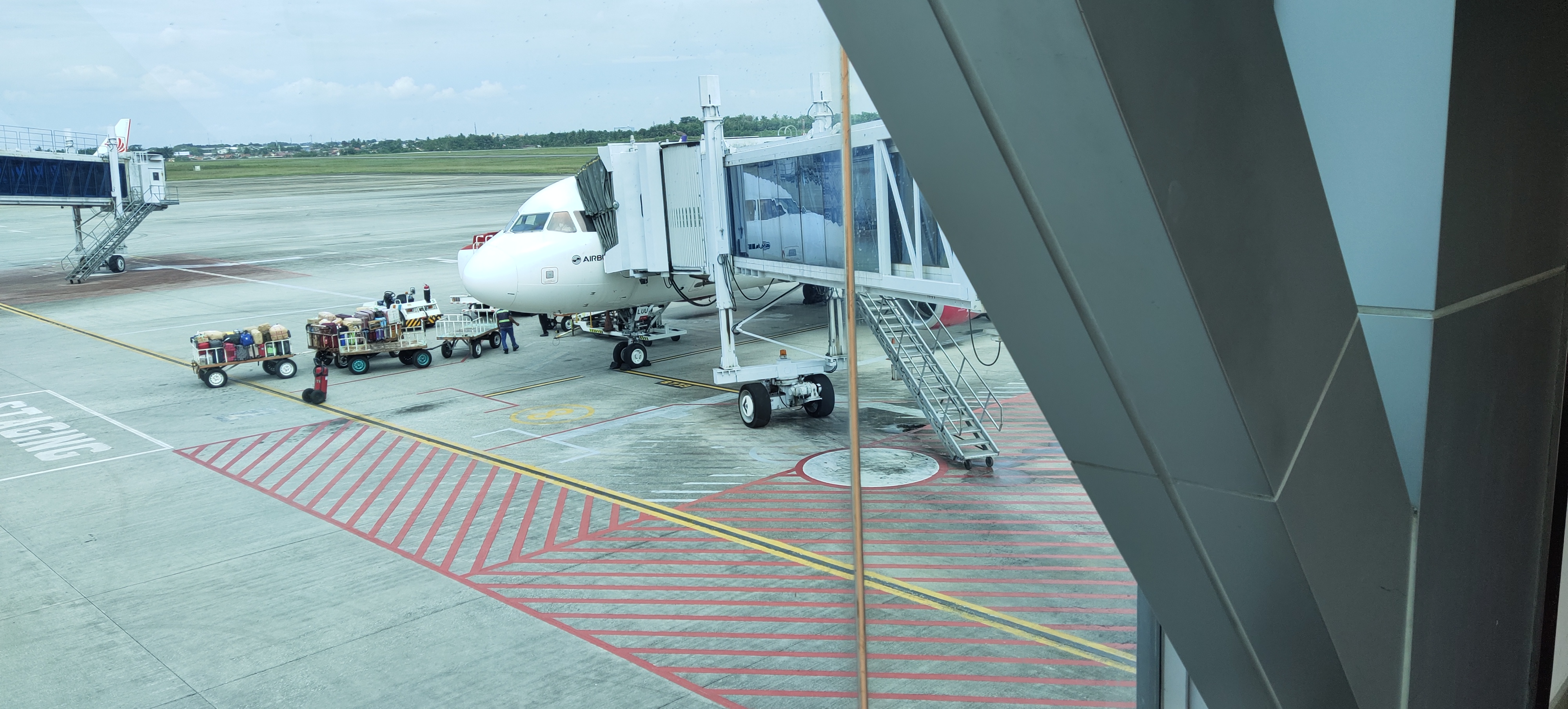
Самолет Batik Air в аэропорту.

Международный аэропорт имени Султана Махмуда Бадаруддина II (индон. Bandar Udara Internasional Sultan Mahmud Badarudin II) (ИАТА: PLM, ИКАО: WIPP) — международный аэропорт, обслуживающий город Палембанг, и прилегающие территории провинции Южная Суматра. Он расположен в 10 км от центра Палембанга, в районе Таланг Бетуту. Назван в честь Махмуда Бадаруддина II (1767–1852), последнего султана Палембанга.

## История
Начиная с 1937 года, Палембанг обслуживался аэропортом Таланг Бетуту, имевшим радиооборудование, а также основные наземные объекты. В военных документах союзников аэропорт именовался как Palembang P1 (или просто P1). Аэропорт был перестроен японской армией во время оккупации в 1942–1943 годах. С 15 июля 1963 года аэродром использовался как для военных, так и для гражданских рейсов. 21 августа 1975 года он стал полностью гражданским аэропортом, а 3 апреля 1985 года ему было присвоено имя  султана Махмуда Бадаруддина II.
С 1 апреля 1991 года аэропорт официально передан в управление Perum Angkasa Pura II. 2 января 1992 года менеджмент Perum Angkasa Pura II изменила свой статус на PT Angkasa Pura II.
Когда в 2004 году провинция Южная Суматра была выбрана местом проведения PON XVI, правительство начало работы по увеличению его пропускной способности, а также повышению его статуса до международного. Нынешнее здание терминала аэропорта было открыто 27 сентября 2005 года. В 2017 году аэропорт снова был расширен для проведения Азиатских игр 2018 года.

## Развитие
После открытия терминала аэропорт стал международным, и с 27 сентября 2005 года может принимать широкофюзеляжные самолеты. Строительство началось 18 сентября 2003 года, общая стоимость работ составила 366,7 миллиардов рупий, 251,9 млрд были предоставлены Японской международной банковской корпорацией, а 114,8 млрд из государственного бюджета. В результате взлетно-посадочная полоса была увеличена с 300 х 60 метров до 3000 х 60 метров, создана парковка площадью 20 000 метров, способная вместить 1 000 автомобилей, а также трехэтажный пассажирский терминал площадью 13 000 квадратных метров, способный вместить 1 250 пассажиров, оборудованный аэромостами, а также грузовые терминалы и другие вспомогательные здания площадью 1900 квадратных метров. Это позволило аэропорту принимать Airbus A330, Boeing 747, Boeing 777 и другие широкофюзеляжные самолеты.
Аэропорт снова был расширен к Азиатским играм 2018 года. Работы начались в конце 2016 года и завершились к 2017 году. Пропускная способность аэропорта была увеличена с 3,4 миллиона пассажиров в год, до 4 миллионов пассажиров, а количество стоек регистрации увеличено до 43. На стоянке смогут разместиться до 19 самолетов. Площадь терминала была расширена с 34 000 квадратных метров до 115 000 квадратных метров. Пассажировместимость аэропорта будет постепенно увеличена до 9 миллионов пассажиров в год.

## Наземный транспорт

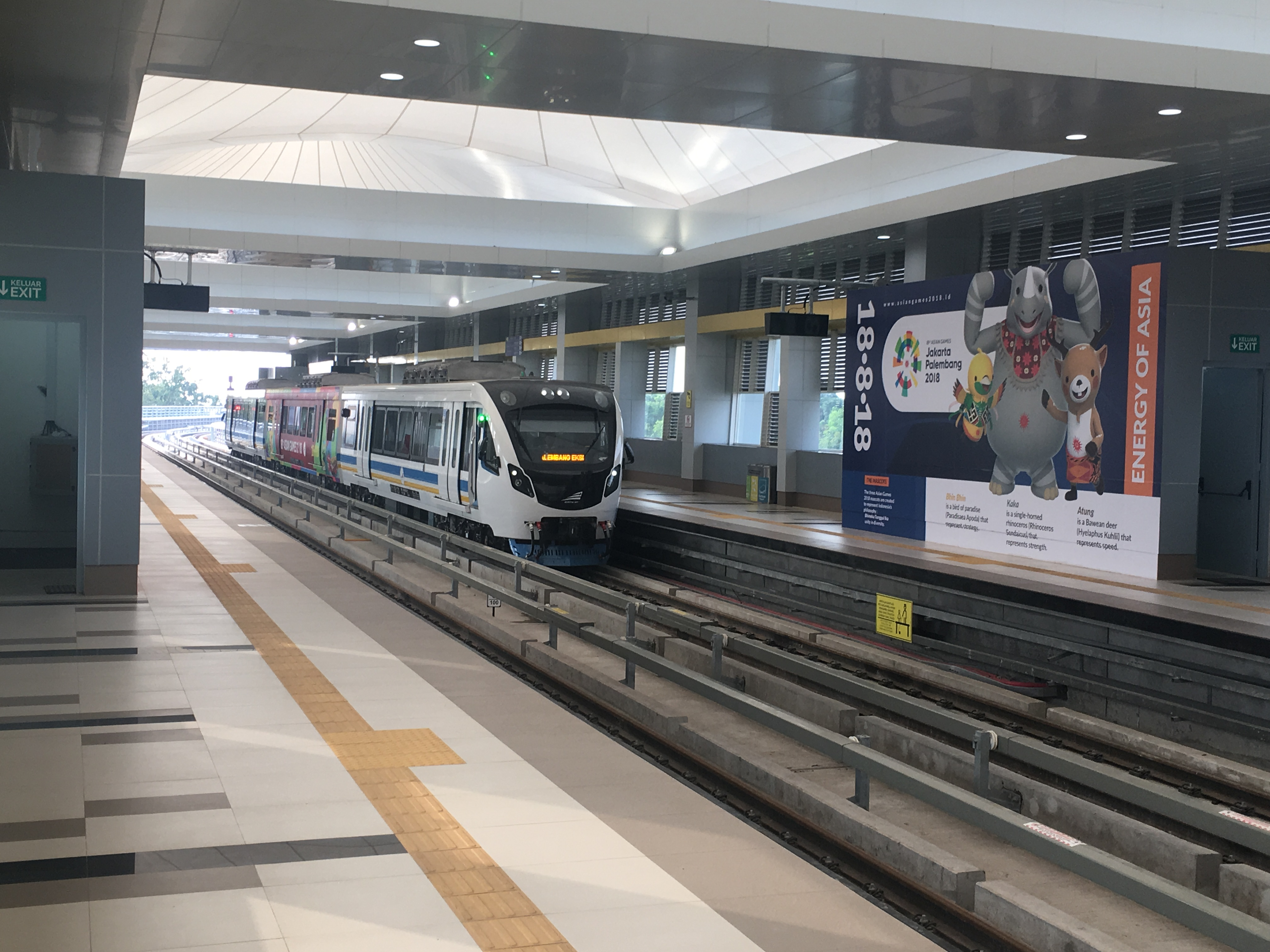
Поезд палембангской системы ЛРТ на станции в аэропорту.

Чтобы избежать пробок на дорогах во время Азиатских игр 2018 года, местное правительство построило транзитную линию палембангской системы ЛРТ, которая соединяет аэропорт со спортивным городком Джакабаринг. К началу игр успели открыться лишь некоторые станции. Остальные станции открылись 18 октября 2017 года. Тарифы LRT разделяют пассажиров, едущих в аэропорт и из аэропорта, и тех, кто этого не делает, причем первые платят более высокий тариф в размере 10 000 рупий, а последние только 5 000 рупий.
Платная дорога в аэропорту Индралайя-Палембанг-Султан Махмуд Бадарудин II, которая сейчас строится, призванная облегчит доступ к аэропорту.
- Участок 1: Палембанг-Памулутан длиной 7,75 км открыт 12 октября 2017 г.
- Участок 2: Памулутан-КТМ С. Рамбутан, длиной 4,90 км, планируется открыть в марте 2018 года.
- Участок 3: КТМ С. Рамбутан-Индралайя, протяженностью 9,28 километра, прогресс в приобретении земли 98 процентов и ход строительства 83 процента, планируется открыть в декабре 2017 года[11].

## Авиакатастрофы и происшествия
- 6 октября 1937 г. Douglas DC-3 KLM, следовавший из Палембанга в Сингапур, разбился сразу после взлета в аэропорту Палембанга. Погибли три члена экипажа и один пассажир. Второй пилот и семь пассажиров выжили. Шатун в двигателе №1 вышел из строя, что привело к возгоранию топлива. Пилот перекрыл подачу топлива в двигатель, но самолет не смог набрать высоту на одном двигателе[1].
- 24 сентября 1975 г. Fokker F28 авиакомпании Garuda Indonesia, следовавший из Джакарты в Палембанг разбился при подлете к аэропорту. В результате аварии, произошедшей из-за плохой видимости и тумана, погибли 25 из 61 человека, находившегося на борту, а также один человек на земле[12].